# 松平信之
松平 信之（まつだいら のぶゆき）は、江戸時代前期の大名・老中。播磨国明石藩主、大和国郡山藩主、下総国古河藩主。藤井松平家嫡流5代。官位は従四位下・日向守。

## 生涯
明石藩主・松平忠国の次男として誕生した。兄・信久が夭折したため嫡子となる。万治2年（1659年）、父の死去により三弟・信重に5,000石を分与して6万5,000石の遺領を継ぐ。忠国と同じく、新田開発・掘割開削に当たった。また、柿本人麻呂を祀った人丸神社を整備したり、林鵞峰に「播州明石浦柿本太夫祠堂碑」を造らせたり、菅原道真が九州左遷の途中に休息したとする大蔵谷に天神社を建立するなどした。その他、幕府批判によって預けられた熊沢蕃山を庇護した。
延宝7年（1679年）、明石から郡山に転封。翌年、城下が大火に見舞われたため、その救済や建物の再建に当たった。天和2年（1682年）雁間詰。貞享2年（1685年）、老中となり、下総古河に転封されて従四位下に叙任される。翌貞享3年（1686年）、老中在職中に死去した。

## 年表
- 1631年（寛永8年）：生まれ
- 1659年（万治2年）：父忠国死去、家督相続。
- 1679年（延宝7年）：8万石で郡山に転封（6月26日）
- 1685年（貞享2年）：老中（6月10日）、1万石加増、古河に国替（6月27日）
- 1686年（貞享3年）：死去（7月22日）、享年56

## 官位
- 1653年（承応2年）：従五位下・日向守
- 1685年（貞享2年）：従四位下

## 系譜
父母
- 松平忠国（父）
- 戸田氏鉄の娘（母）

正室
- 小出吉英の五女

子女
- 松平忠之（長男） 生母は正室
- 松平信通（次男） 生母は正室
- 戸田氏定正室
- 誓教院 - 植村家言正室